# Винко Куци
Винко Куци (Сплит, 11. јул 1940 — Загреб, 8. децембар 2011) био је југословенски и хрватски фудбалер.

## Каријера
За први тим сплитског Хајдука дебитовао је 1958. године против новосадске Војводине. Бели дрес је носио пуних 11 година, односно до 1969. У Хајдуку је одиграо укупно 434 утакмице и постигао 4 гола. Као капитен Хајдука успео је да освоји први Куп Југославије у сезони 1966/67. Кратко је носио и дрес швајцарске Лозане (1968).
За репрезентацију Југославије играо је осам пута. Дебитовао је 4. септембра 1965. против СССР-а (0:0) у Москви, док се од репрезентативног дреса опростио 23. јуна 1966. против Западне Немачке у Хановеру (резултат 0:2).
Био је члан управе Хајдука од 1990, а од 1994. до 1996. био је председник скупштине Хајдука. По занимању дипломирани правник и судија Жупанијског суда.
Преминуо 8. децембра 2011. године у загребачкој болници, дан након оперативног захвата због срчаних проблема.

## Успеси
- Хајдук Сплит
  - Куп Југославије: 1966/67.